# 優越感
優越感（ゆうえつかん、英: a sense of superiority、a superiority complex）とは、自分が他者より優れているとの認識、およびここから生じる自己肯定の感情である。多くの場合において自尊心の一端に位置する感情である。優等感（ゆうとうかん）ともいう。対義語は「劣後感」または「劣等感」。

## 概要
優越感は、自分が他者より優れていると感じることや、これにより自分自身の在り様を好む状態で、自尊心はこういった自分に対する好意的な感情の総体であると解される。優越感は既に獲得した自分の属性に対して抱く感情であるが、いわゆる「努力した結果として獲得した能力」が他者より勝っていると感じる場合において、そういった体験が努力などの自助活動を促す側面を持つ。
反面、なんら努力せずに獲得している属性に関連して、自分より勝っている存在の、自分より劣っている部分を見出し、そこに優越感を抱くという「後ろ向き」な場合もある。これは劣等感に対する自己防衛（防衛機制）であるが、この場合は単なる自己満足に過ぎずなんら実質的な利益は生み出さない。ただ、劣等感から自己否定の感情により自身が傷つくようなストレスを受け続けて精神的に参ってしまうよりも、適度にそういった「ガス抜き」的な逃避を行うことで決定的な事態を回避するという意味合いからは、有効な手段と解することも可能である。
速水敏彦は、自身の内面に持つ自尊感情や有能感の高低に関わらず、他者の能力を批判的に評価・軽視する傾向に付随して習慣的に生じる有能感を仮想的有能感と名付け、膨張した外面と萎縮した内面という矛盾した両面を合わせ持つ、ある種の若者像を説明した。仮想的有能感は自己評価が高く利己的な点で自己愛に似ているが、他者評価の仕方に起因している点に違いがある。
上のようなものに関して具体的な例を挙げれば、走る練習をして駆けっこで優位に立つ状態から発生したのが「努力に基づく優越感」で、もう一方は他が駆けっこが早いものの家は自分のところに比べると貧乏だなどというケースなどが想定できる。駆けっこが早いのは当人の手柄であるし頑張った賜物であるが、家が裕福か貧しいかは当人の能力には関係ない。しかし実際問題として、こういった優越感はどちらのケースもしばしば様々な箇所で見出される。
なお、ものの優劣は価値観にもよって様々な見方が存在する。上の例を更に言及すると、駆けっこで早いとは言っても、競技としての場合は短距離走と持久走の場合では「早い」という意味がかなり違ってきて、短距離走でいくら早くても持久走でスタート直後から短距離走のペースで走っても持久走で勝つことはできないし逆もまたしかり、単純に走るのが速いといっても状況で結果が異なる。また、家が裕福だとか貧しいとかにしても、高層マンション住まいと下町の持ち家住まいでは不動産価値という意味において分譲マンションは裕福とは言えない一方で、近代化された住宅という意味において下町の持ち家は設備が古く不便なこともあるなどやはり単純比較はできない。このため優越感も実質的に価値観を違えれば余り意味を持ち得ない属性に対して勝っていると認識しているに過ぎないケースもまま見出される。
こういった価値観による優越感は、例えば性差（性別の違い）による優越感などが顕著で、男性が尊重されている場では男性の側が優越感を持つだろうが、女性が尊重されている場では女性の側が優越感を持ちうるという程度に過ぎない。実際の社会では往々にしてこういった価値観の逆転がおこるため、優越感に関しても簡単に覆される場合も存在する。
対義語の劣等感が、主観的な要素が強いのに対し、優越感の場合は、それを感じる個人が属する集団の価値観が、基準になることが多い。従って、所属する集団の異なる個人に対しては、優越感は通用しないのが普通である。優越感が通用しなかった場合、当人にとっての自尊心が傷付けられることもある。
学力に価値を置く子供の集団では、往々にして偏差値が優越感の根拠になる。偏差値の高い高等学校に合格した者は、学力に値打ちを置く者に対してのみだが、優越感を抱くことが出来る。
腕力に価値を置く子供の集団では、喧嘩に強いことが優越感の根拠になる。ただし、腕力を嫌う者に対しては、この優越感は通用しない。
早熟に値打ちを置く子供の集団では、子供っぽくない服装を先取りすることが、優越感の根拠になることがある。トランクスの普及期には、トランクスを早期採用した者が、依然としてブリーフを採用している同級生に対して、この感情を抱いたともいう。もっともこれも、若者に魅力を感じない者には、通用しない。